# Щежбово
Щежбово (пол. Szczerzbowo, нім. Scziersbowen; 1927-1945: Talhausen) — село в Польщі, у гміні Мронгово Мронґовського повіту Вармінсько-Мазурського воєводства.
Населення — 197 осіб (2011).

## Демографія
Демографічна структура станом на 31 березня 2011 року:
|          | Загалом | Допрацездатний вік | Працездатний вік | Постпрацездатний вік |
| -------- | ------- | ------------------ | ---------------- | -------------------- |
| Чоловіки | 99      | 17                 | 70               | 12                   |
| Жінки    | 98      | 26                 | 59               | 13                   |
| Разом    | 197     | 43                 | 129              | 25                   |